# Маунт-Гоуп (Нью-Йорк)
Маунт-Гоуп (англ. Mount Hope) — місто (англ. town) в США, в окрузі Орандж штату Нью-Йорк. Населення — 6537 осіб (2020).

## Демографія
Згідно з переписом 2010 року, у місті мешкало 7018 осіб у 1770 домогосподарствах у складі 1390 родин. Було 1955 помешкань
Расовий склад населення:
| - 74,6 % — білих - 16,3 % — чорних або афроамериканців - 1,6 % — азіатів - 0,7 % — корінних американців - 4,5 % — осіб інших рас |

До двох чи більше рас належало 2,3 %. Частка іспаномовних становила 16,0 % від усіх жителів.
За віковим діапазоном населення розподілялося таким чином: 20,1 % — особи молодші 18 років, 71,6 % — особи у віці 18—64 років, 8,3 % — особи у віці 65 років та старші. Медіана віку мешканця становила 39,3 року. На 100 осіб жіночої статі у місті припадало 165,2 чоловіків;  на 100 жінок у віці від 18 років та старших — 189,0 чоловіків також старших 18 років.
Середній дохід на одне домашнє господарство  становив 101 253 долари США (медіана — 81 722), а середній дохід на одну сім'ю — 107 520 доларів (медіана — 94 402). Медіана доходів становила 50 676 доларів для чоловіків та 50 577 доларів для жінок. За межею бідності перебувало 12,5 % осіб, у тому числі 24,6 % дітей у віці до 18 років та 6,4 % осіб у віці 65 років та старших.
Цивільне працевлаштоване населення становило 2768 осіб. Основні галузі зайнятості: освіта, охорона здоров'я та соціальна допомога — 31,5 %, будівництво — 10,2 %, роздрібна торгівля — 8,4 %, науковці, спеціалісти, менеджери — 8,3 %.